# Märta Tersmeden
Märta Henrika Charlotta Tersmeden, född den 24 december 1876 på Häggesta gård i Odensvi församling, Västmanlands län, död den 9 juni 1960 i Linköping, Östergötlands län, var en svensk modellör och porslinsmålare.
Tersmeden studerade vid Tekniska skolan för kvinnliga lärjungar 1893–1896 och vid Högre konstindustriella skolan 1896–1899 med speciell inriktning på mönsterritning. På skolan lärde hon känna bland annat Astrid Ewerlöf och Astrid Boden som kom att bli verksamma vid Rörstrands porslinsfabrik. Tersmeden var anställd som modellör vid Rörstrands 1905–1907 där några föremål i underglasyrmålat porslin kan knytas till henne via monogramsignaturer. Hon är begravd på Gamla griftegården i Linköping.